# U.S. Route 33
U.S. Route 33 (ou U.S. Highway 33) é uma autoestrada dos Estados Unidos.
Faz a ligação do Sul para o Norte. A U.S. Route 33 foi construída em 1937 e tem 709 milhas (1 141km).

## Principais ligações
Autoestrada 81 em Harrisonburg

 US 50 em Athens

 Autoestrada 70 perto de Columbus

 Autoestrada 75 em Wapakoneta

 US 27 em Decatur

 Autoestrada 69 em Fort Wayne